# Deutscher Akademikerinnenbund

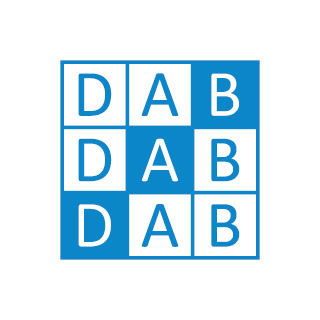
Deutscher Akademikerinnenbund e. V. (DAB)

–Der Deutsche Akademikerinnenbund e. V. (DAB) wurde 1926 gegründet und ist einer der ältesten Frauenverbände Deutschlands.

## Ziele und Aufgaben
Der Verein hat sich die Förderung von Frauen und ihre Gleichberechtigung in Familie, Beruf und Politik als Ziel gesetzt. Er unterstützt gezielt wissenschaftlichen Nachwuchs und setzt sich für die Motivation von Mädchen für sogenannte MINT-Berufe (aus den Bereichen Mathematik, Informatik, Naturwissenschaft und Technik). ein. Er bietet Mentoring für Studentinnen und Berufseinsteigerinnen an und unterstützt Akademikerinnen in der Familienphase. Akademikerinnen in der nachberuflichen Phase bietet er eine Plattform für gesellschaftliches Engagement. Zudem setzt er sich für familienfreundliche Arbeitsbedingungen und gleiches Geld für gleiche Arbeit ein.

## Entstehungsgeschichte

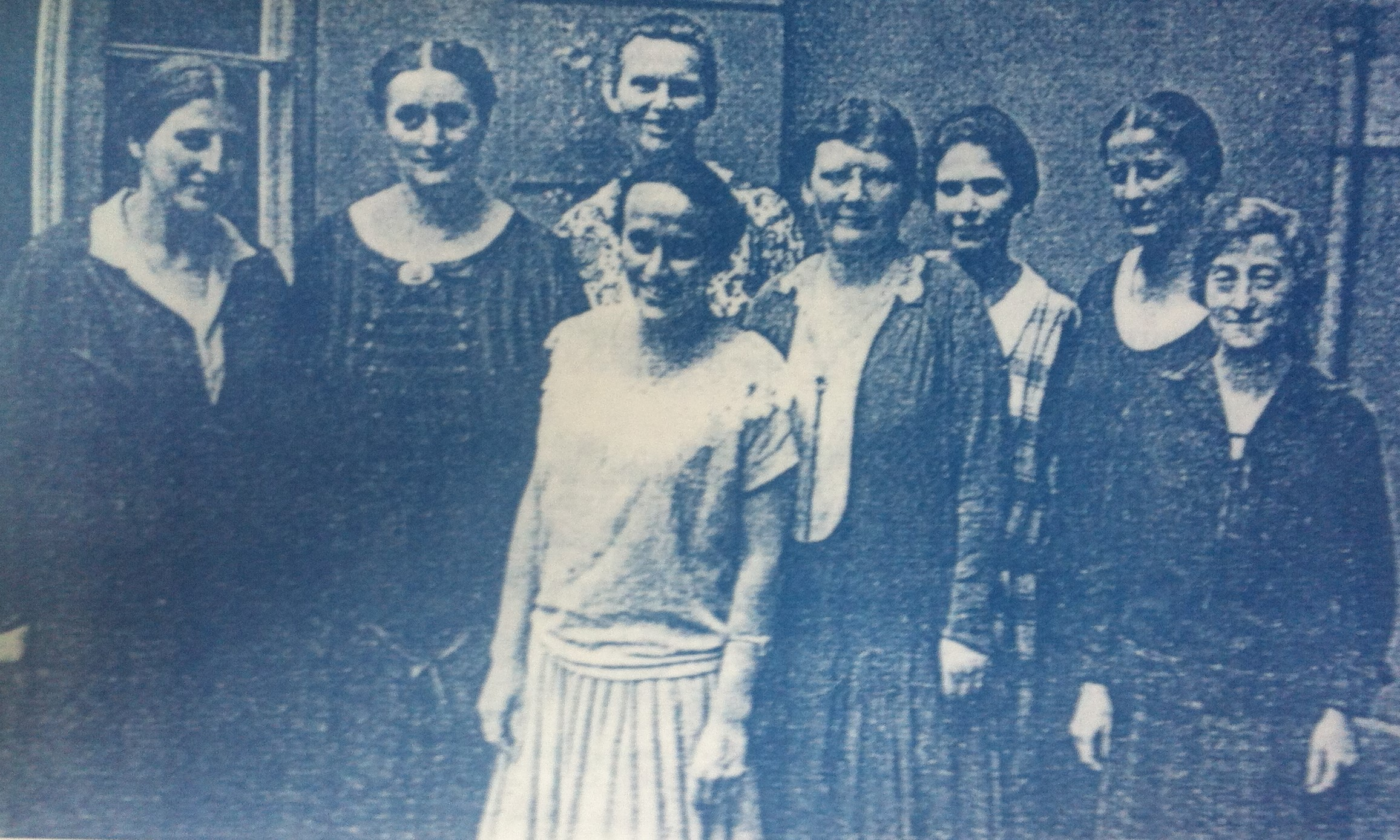
Die Gründerinnen des Deutschen Akademikerinnenbundes e. V. im Jahr 1926
Von links nach rechts: Johanna Philippson, Anna Schönborn, Marie-Elisabeth Lüders, vor ihr Erna Corte, Ilse Szagunn, Frau Simeon, Gabriele Humbert und Margarete Berent

Der Deutsche Akademikerinnenbund wurde auf Anregung von Marie-Elisabeth Lüders am 11. Mai 1926 im Deutschen Lyceumklub in Berlin gegründet mit dem Ziel, „die deutschen Akademikerinnen zur Sicherung des Einflusses und der Geltung der akademisch gebildeten Frauen im deutschen Kulturleben, zur geistigen und wirtschaftlichen Förderung und zur Vertretung ihrer beruflichen Interessen zusammenzuschließen“. Dem ersten Vorstand gehörten neben Marie-Elisabeth Lüders u. a. Agnes von Zahn-Harnack, Ilse Szagunn, Anna Schönborn und Margarete von Wrangell an. Der DAB nahm nicht nur die akademisch gebildete Chemikerin und Ingenieurin als Einzelmitglied auf, sondern setzte sich aus bereits bestehenden akademischen Frauenvereinigungen zusammen, darunter waren einflussreiche akademische Berufsverbände, wie der Deutsche Philologinnenverband, der Bund deutscher Ärztinnen, der Deutsche Juristinnenverein, der Hochschuldozentinnen-Verband, der Verband der Studentinnenvereine und die Vereinigung der Nationalökonominnen Deutschlands 1927 hatte der DAB 3.815 Mitglieder. Es hatten sich Ortsgruppen in verschiedenen Städten Deutschlands gebildet.
Bereits im Jahr seiner Gründung wurde der DAB Mitglied in der International Federation of University Women (IFUW) und richtete seine Zusammenarbeit mit Frauenverbänden anderer Länder stets international aus. Die Mitglieder des DAB arbeiteten in internationalen Ausschüssen des IFUW mit. Es wurden in den Jahren 1929 bis 1930 in Deutschland Wissenschaftlerinnen aus Indien, Argentinien, England, Polen, Schweden, Österreich und der Schweiz empfangen. Lise Meitner vertrat den DAB auf einer Konferenz des IFUW in Edinburgh. Der DAB unterstützte den internationalen wissenschaftlichen Austausch von Studentinnen und Wissenschaftlerinnen.  Die Auswahl von deutschen Bewerberinnen für internationale Stipendien war eine wichtige Aufgabe des DAB zur Föderung des weiblichen wissenschaftlichen Nachwuchses. Diese Auswahl der Bewerberinnen erfolgte durch die Professorinnen Elisabeth Altmann-Gottheimer, Margarete von Wrangel und Lise Meitner. Weiteres wichtiges Ziel des DAB war die Förderung der beruflichen Interessen von Frauen und damit Aktivitäten in der Frauenpolitik, wie z. B. die Schaffung eines Tarifs für die Honorierung von Vorträgen durch Akademikerinnen, die Bekämpfung der Zurückdrängung von verheirateten Frauen als „Doppelverdienerin“ aus dem Berufsleben oder der Widerstand gegen den Entzug von Kassenzulassungen verheirateter Ärztinnen.
Der DAB initiierte mit Unterstützung anderer Frauenverbände und der Staatsbibliothek Berlin die erste wissenschaftliche Bibliografie zur Frauenforschung. Mit dem Titel Die Frauenfrage in Deutschland. Strömungen und Gegenströmungen 1790–1930 erschien die erste Auflage der historischen Quellenkunde zur Frauenbewegung und Geschlechterproblematik (1934). Im Juni 1932 war der DAB im Abrüstungskomitee der Internationalen Frauenorganisationen durch Marie-Elisabeth Lüders vertreten. In diesem Jahr protestierte der DAB zusammen mit anderen Frauenverbänden gegen die frauenfeindliche Politik der NSDAP. Es wurden Eingaben gegen die Entlassung von Beamtinnen und die Doppelverdiener-Kampagne an Reichsregierung und Parlament eingereicht und schließlich am 23. Februar 1933 gegen die Entlassung von Gertrud Bäumer aus dem Reichsinnenministerium protestiert. Die Nationalsozialisten vereinnahmten die Stellung der Frau für ihre ideologischen Zwecke im öffentlichen wie im privaten Leben. Im März 1933 nahm der DAB an der unter nationalsozialistischer Einflussnahme initiierten Ausstellung Die Frau in Berlin nicht teil. Die Zeit des Nationalsozialismus brachte für den Bund eine starke Behinderung seiner Arbeit. 1933 wurde ein Gesetz erlassen, das den Anteil weiblicher Studenten auf zehn Prozent beschränkte. Der Vorstand des DAB wurde gleichgeschaltet und neu gewählt. Lüders und von Zahn-Harnack traten von ihrem Vorsitz zurück. Am 30. Mai 1933 wurde die neue Vorsitzende Johanna Willich durch die Reichsfrauenführerin Gertrud Scholtz-Klink ihres Amtes enthoben; der Vorstand trat zurück und der DAB meldete sich aus der IFUW ab mit der Begründung, „dass im neuen Deutschland für eine auf intellektuelle oder Bildungsunterscheidungen gegründete Organisation kein Raum mehr sei“.
Am 6. Oktober 1933 ordnete der Vorstand den Ausschluss sämtlicher jüdischen Mitglieder an. 1934 wurden sämtliche Vorstände des DAB abgesetzt. Der Verband hieß nun Reichsbund deutscher Akademikerinnen (RDA). 1935 wurde der RDA dem Deutschen Frauenwerk unterstellt. Die Mitgliederzahl war auf 400 gesunken.
Lüders hatte zunächst ihre Ämter in der IFUW behalten und hoffte, ihren Verband mit internationaler Hilfe zu beeinflussen. Das gelang am Ende nicht. 1936 trat der DAB/RDA aus der IFUW aus.
Am 19. Juni 1949 wurde der DAB auf Betreiben von Lüders und von Zahn-Harnack neu gegründet. Erste Vorsitzende wurde Agnes von Zahn-Harnack (von 1949 bis 1950), gefolgt von Emmy Beckmann (ab 1950–1952). 1959 erschien die 2. Auflage der Bibliographie mit dem Titel Die Frauenfrage in Deutschland, die den Zeitraum 1931 bis 1955 umfasste. 1963 richtete der DAB an einigen Universitäten spezielle Beratungsstellen für Studentinnen ein. 1968 war er Gastgeber der Konferenz der International Federation of University Women in Karlsruhe, 1978 folgte ein Colloquium der University Women of Europe in Ludwigshafen am Rhein.

## Jüngere Geschichte und Gegenwart
1981 war der DAB Mitinitiator der University Women of Europe. Die UWE ist ein Netzwerk von Akademikerinnenverbänden aus 20 europäischen Ländern. Sie kooperiert mit dem Europarat und der Europäischen Frauenlobby in Bezug auf alle Fragen, die Auswirkungen auf das Leben von Frauen in der europäischen Gemeinschaft haben.
1984 sprach sich der DAB für die Einführung einer Frauenquote für Professorenstellen und Lehraufträge an Universitäten aus. Seit 1985 gibt der DAB eine eigene Zeitschrift mit dem Titel KONSENS heraus. Diese erscheint mindestens einmal im Jahr und informiert nicht nur über die Arbeit des Vereins, seine Ziele und Erfolge, sondern auch über Chancen für Frauen und Vernetzungsmöglichkeiten. Der DAB ist zudem im Deutschen Frauenrat aktiv und unterhält Kontakte zu anderen Frauenverbänden.
1991 war der DAB Gründungsmitglied des Deutschen Komitees innerhalb des Entwicklungsfonds der Vereinten Nationen für Frauen (UNIFEM). Innerhalb der UNO sorgte UNIFEM dafür, dass sämtliche Projekte auch aus der Gender-Perspektive bewertet wurden. UNIFEM ging im Januar 2011 in dem neugegründeten Organ UN Women auf, dessen Mitglied der DAB nach wie vor ist.
Seit 2004 tagt einmal jährlich die „Denkfabrik Duderstadt“, ein Arbeitskreis der von DAB-Mitgliedern ausgerichtet wird. Es werden gesellschaftspolitische Fragen, die meist im Zusammenhang mit dem Phänomen der Globalisierung stehen, kritisch diskutiert. 2003 richtete der DAB in Hannover einen Kongress zum demographischen Wandel mit dem Titel „Die Pyramide steht Kopf – neue Perspektiven des Alterns“ aus. Unter den Rednerinnen waren u. a. Ursula Lehr und Barbara Riedmüller.
Seit 2010 verleiht der DAB den Sophie La Roche-Preis. Sophie von La Roche (1730–1807) ist eine der bekanntesten Intellektuellen Deutschlands, die mit ihrem Roman Geschichte des Fräuleins von Sternheim (1771) internationalen Ruhm erlangte. Sie verfolgte das Ziel, Frauen eine Bildung zukommen zu lassen, die nicht nur auf das Gute und Schöne ausgerichtet ist, sondern Welterfahrung und Vernunft einschließen und sich an die einfachsten Mädchen der Bevölkerung wenden sollte. Somit erinnert der Preis daran, dass Frauen bereits vor 200 Jahren geistige Selbständigkeit und berufliche Ausbildung als Pfeiler eines gelungenen Frauenlebens betrachteten und sich mit Engagement für die Verbesserung der Lage der Frauen einsetzten. Der Preis richtet sich an Frauen, die sich aufgrund ihrer Leistungen und ihres persönlichen Engagements für Frauen auszeichnen.
Preisträgerinnen des Sophie La Roche-Preises
- Edelgard Bulmahn
- Maria von Welser
- Martina Havenith-Newen
- Elke Büdenbender

Seit 2010 ist der Verein auch Mitglied im Netzwerk Europäische Bewegung.
Am 10. November 2011 wurde dem DAB-Mitglied Muthgard Hinkelmann-Toewe durch den Deutschen Akademikerinnenbund e. V. die goldene Friedenstaube des Künstlers Richard Hillinger verliehen. Hinkelmann-Toewe wurde für ihr Engagement und ihre Leistung für die Menschenwürde der Frau, das sie vor allem in Kenia mit dem Fulda-Mosocho-Projekt erbracht hat, geehrt. Die Idee für die 30 Friedenstauben wurde unter dem Patronat von Alt-Bundespräsident Roman Herzog anlässlich des 60. Jahrestages der Verabschiedung der Erklärung der Menschenrechte durch die Vereinten Nationen geboren. Seither sind die lebensgroßen Friedenstauben weltweit unterwegs.
Der DAB ist heute in über 10 Regional- und Ortsgruppen organisiert. Die Bundesgeschäftsstelle befindet sich seit 2023 in Dresden.

## Arbeitskreise
Über die Vernetzung in Regional- und Ortsgruppen hinaus engagieren sich Akademikerinnen in Arbeitskreisen und nehmen damit Einfluss auf frauenpolitische Themen innerhalb der Gesellschaft.
- Arbeitskreis Frauen in Naturwissenschaft und Technik. Erste Sprecherin: Ira Lemm und Manuela B. Queitsch

- Arbeitskreis Frauen in Wirtschaft und Politik (aktuell nicht aktiv)

- PHA: Frauen in der Pharmazie. Sprecherinnen: Annette Dunin von Przychowski, Anne Lewerenz und Antonie Marqwardt

- Arbeitskreis Bildung (aktuell nicht aktiv)
- Arbeitskreis Denkfabrik Duderstadt (aktuell nicht aktiv)

## Vorsitzende
- 1926–1930: Agnes von Zahn-Harnack
- 1930–1933: Marie-Elisabeth Lüders
- 1949–1950: Agnes von Zahn-Harnack
- 1950–1952: Emmy Beckmann
- 1952–1956: Auguste Hoffmann[3]
- 1956–1958: Johanna Lürssen
- 1958–1964: Marga Anders
- 1964–1970: Erna Scheffler
- 1970–1974: Elisabeth Schwarzhaupt
- 1974–1976: Gisela Kessel
- 1976–1982: Dorothea Frandsen
- 1982–1988: Ursula Huffman
- 1988–1994: Luise Joppe
- 1994–2000: Monika Schmitz
- 2000–2006: Dagmar Pohl-Laukamp
- 2006–2012: Elisabeth de Sotelo
- 2012–2013: Sibylle Laurischk
- 2013–2019: Patricia Aden[12]
- seit 2019: Manuela Queitsch[13][14]

## Bekannte Mitglieder
- Emmy Beckmann (1880–1967), Pädagogin und Politikerin
- Ulrike Detmers, Unternehmerin und Professorin im Fachbereich Wirtschaft und Gesundheit an der Fachhochschule Bielefeld
- Liselotte Funcke (1918–2012), Politikerin
- Hildegard Gethmann (1903–1988), Rechtsanwältin und Notarin, Mitbegründerin des Deutschen Juristinnenbundes
- Martina Havenith-Newen (* 1963), Physikerin, Lehrstuhlinhaberin für Physikalische Chemie II der Ruhr-Universität Bochum[15]
- Maren Heinzerling (1938–2021), Diplom-Ingenieurin,  2009 Bundesverdienstkreuz am Bande, 2017 Deutscher Bürgerpreis[16]
- Claudia Kemfert (* 1968), Wirtschaftswissenschaftlerin und Professorin für Energieökonomie und Nachhaltigkeit an der Hertie School of Governance in Berlin
- Annette Kuhn (1934–2019), Historikerin, Geschichtsdidaktikerin, Friedens- und Frauenforscherin an der Universität Bonn (1934–2019)
- Sibylle Laurischk (1954–2020), Rechtsanwältin und Politikerin
- Ingeborg Lötterle, Allgemeinärztin (* 1921)
- Marie-Elisabeth Lüders (1878–1966), Frauenrechtlerin und Politikerin
- Friederike Pöhlmann-Grießinger (* 1958), Regisseurin, Schauspielerin und Theaterleiterin
- Dagmar Pohl-Laukamp, ehemalige Innensenatorin der Hansestadt Lübeck, Vorsitzende des NDR Rundfunkrates
- Petra Roth (* 1944), Ehemalige Oberbürgermeisterin der Stadt Frankfurt am Main
- Elisabeth Selbert (1896–1986 ebenda)
- Elisabeth Schwarzhaupt (1915–2003), Politikerin
- Rita Süssmuth (* 1937), Politikerin
- Ilse Szagunn (1887–1971), Ärztin und Politikerin
- Maria von Welser (* 1946), TV-Journalistin und Publizistin
- Katharina Wolf, Juristin und Gründerin der Europa-Union Sachsen, Preis Frauen Europas 2019[17]
- Margarete von Wrangell (1877–1932), Chemikerin und Professorin
- Agnes von Zahn-Harnack (1884–1950), Schriftstellerin und Frauenrechtlerin